# Lễ hội Am Chúa

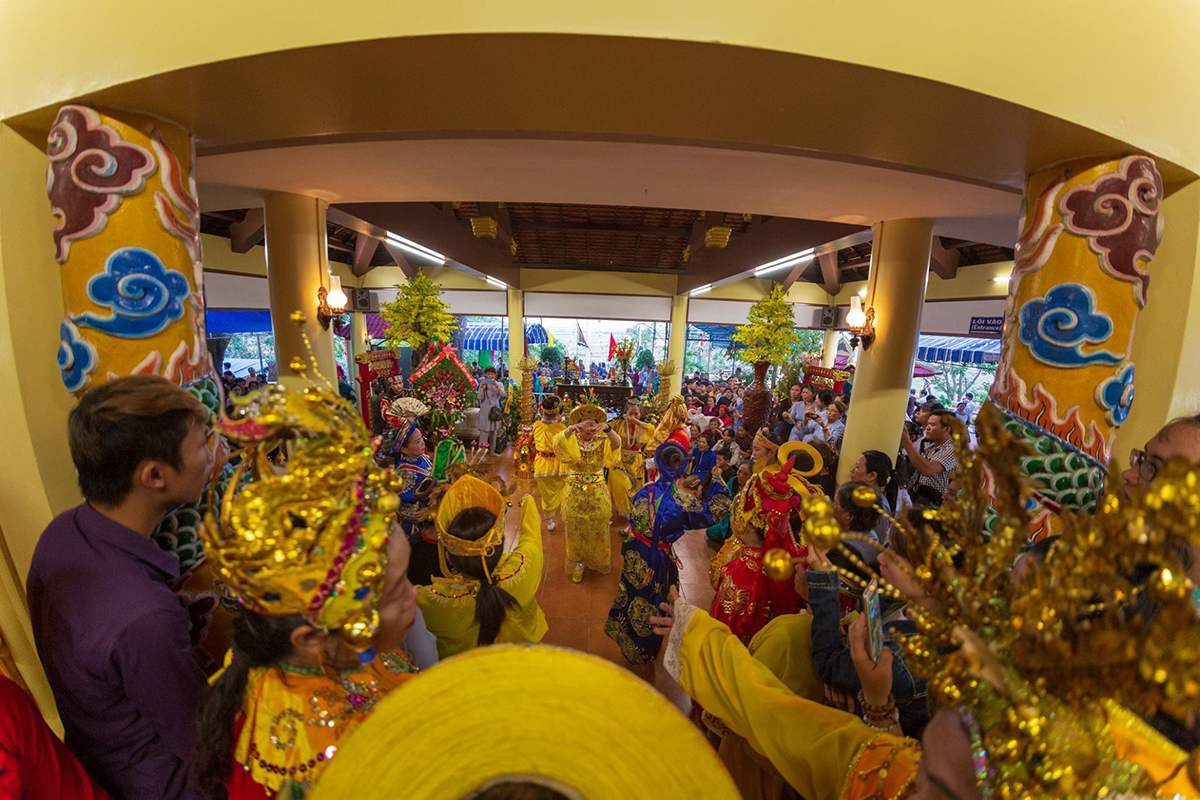
Lễ hội am chúa tại Diên Khánh, Khánh Hòa

Am Chúa là một địa điểm tâm linh nổi tiếng tại huyện Diên Khánh, tỉnh Khánh Hòa, nơi thờ phụng Thánh Mẫu Thiên Y A Na, một vị thần quan trọng trong tín ngưỡng dân gian Việt Nam. Theo truyền thuyết, núi Đại An được cho là nơi Thánh Mẫu Thiên Y A Na giáng trần và sinh sống trong thời thơ ấu. Thánh Mẫu Thiên Y A Na được tôn kính vì đã dạy cho người dân địa phương các kỹ năng như trồng dâu, nuôi tằm, dệt vải và canh tác. Đền Am Chúa là nơi ghi nhớ công đức của Thánh Mẫu Thiên Y A Na và là trung tâm diễn ra Lễ hội Am Chúa thường niên vào tháng 3 âm lịch.

## Lễ hội
Lễ hội Am Chúa diễn ra trong 3 đến 4 ngày với hai phần chính: phần lễ và phần hội.

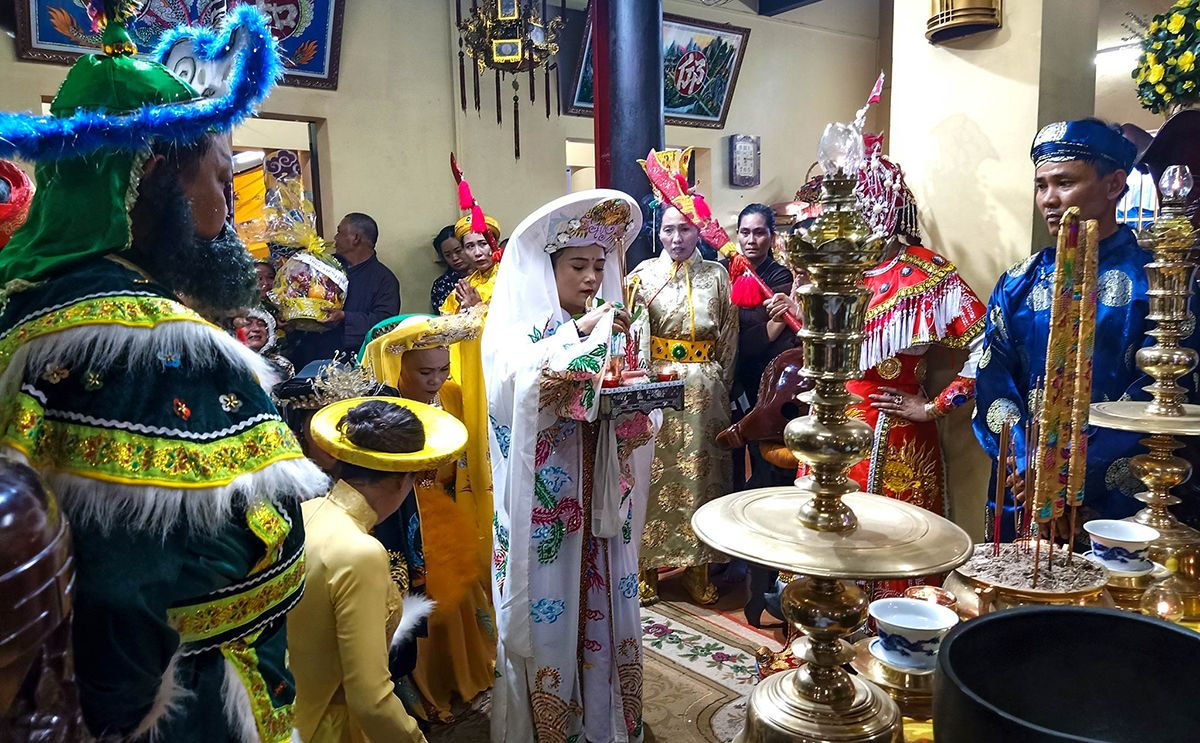
Lễ hội Am chúa cùng người dân Khánh Hòa

- Phần lễ: Bao gồm các nghi thức trang trọng như tế lễ, dâng hương và múa bóng. Lễ tế được thực hiện bởi các bô lão trong vùng để thể hiện lòng biết ơn đối với Thánh Mẫu. Du khách và người dân tham gia lễ dâng hương để cầu nguyện cho bình an, may mắn và sức khỏe.

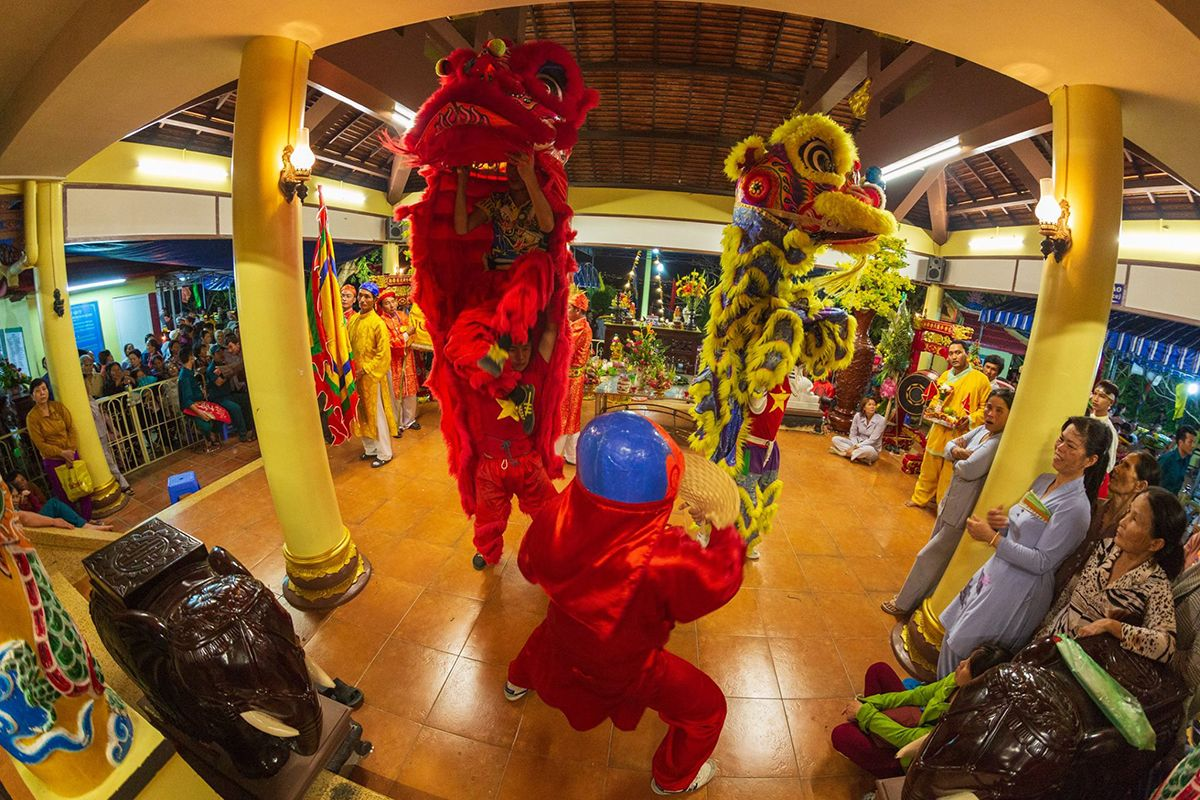
Múa lân tại lễ hội am chúa ở Diên Khánh

- Phần hội: Diễn ra sau phần lễ, với các hoạt động văn hóa dân gian như hát chầu văn, múa lân, và các trò chơi truyền thống. Các hoạt động này không chỉ tạo nên không khí vui tươi mà còn giúp bảo tồn giá trị văn hóa địa phương. Du khách có thể tham gia hoặc chiêm ngưỡng các trò chơi dân gian như hò bài chòi, hát tuồng, tạo thêm trải nghiệm văn hóa đặc sắc.

## Ý nghĩa

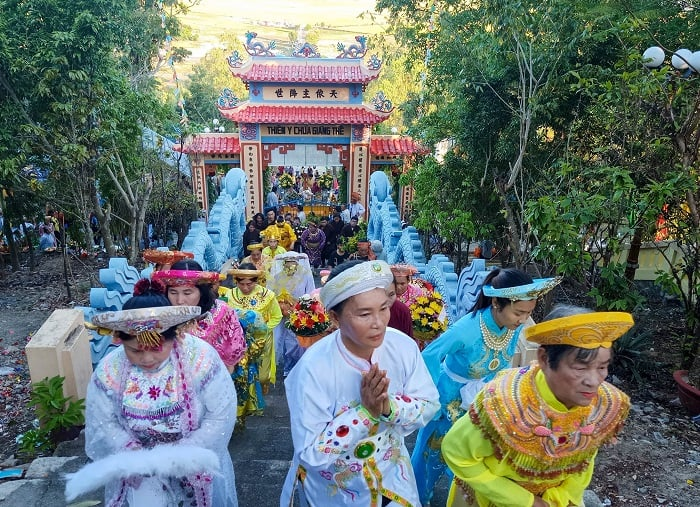
Người dân tham dự Lễ hội Am chúa

Lễ hội Am Chúa không chỉ là một sự kiện tôn giáo mà còn là di sản văn hóa quan trọng của người dân Nha Trang - Khánh Hòa. Lễ hội là dịp để cộng đồng tưởng nhớ công đức của Thánh Mẫu, đồng thời giữ gìn và phát huy các giá trị truyền thống. Lễ hội này cũng đã góp phần thu hút khách du lịch, làm phong phú thêm bản sắc văn hóa của địa phương.